# Villa Ciano
Villa Ciano nei Virgilio si trova in via Cecconi 40, a Livorno.

## Storia
La villa fu fatta costruire nel 1850 da Raimondo Ciano, che vi abitò con la moglie e i tre figli, Arturo, Alessandro e Costanzo. I tre fratelli, divenuti ammiragli della Regia Marina Militare dopo gli studi in Accademia Navale, partecipano, assieme a Gabriele D'Annunzio alla beffa dei Buccari e ad altre imprese militari. Il terzo figlio, Costanzo, fu esponente di primo piano del Partito Nazionale Fascista, padre di Galeazzo e consuocero di Benito Mussolini.

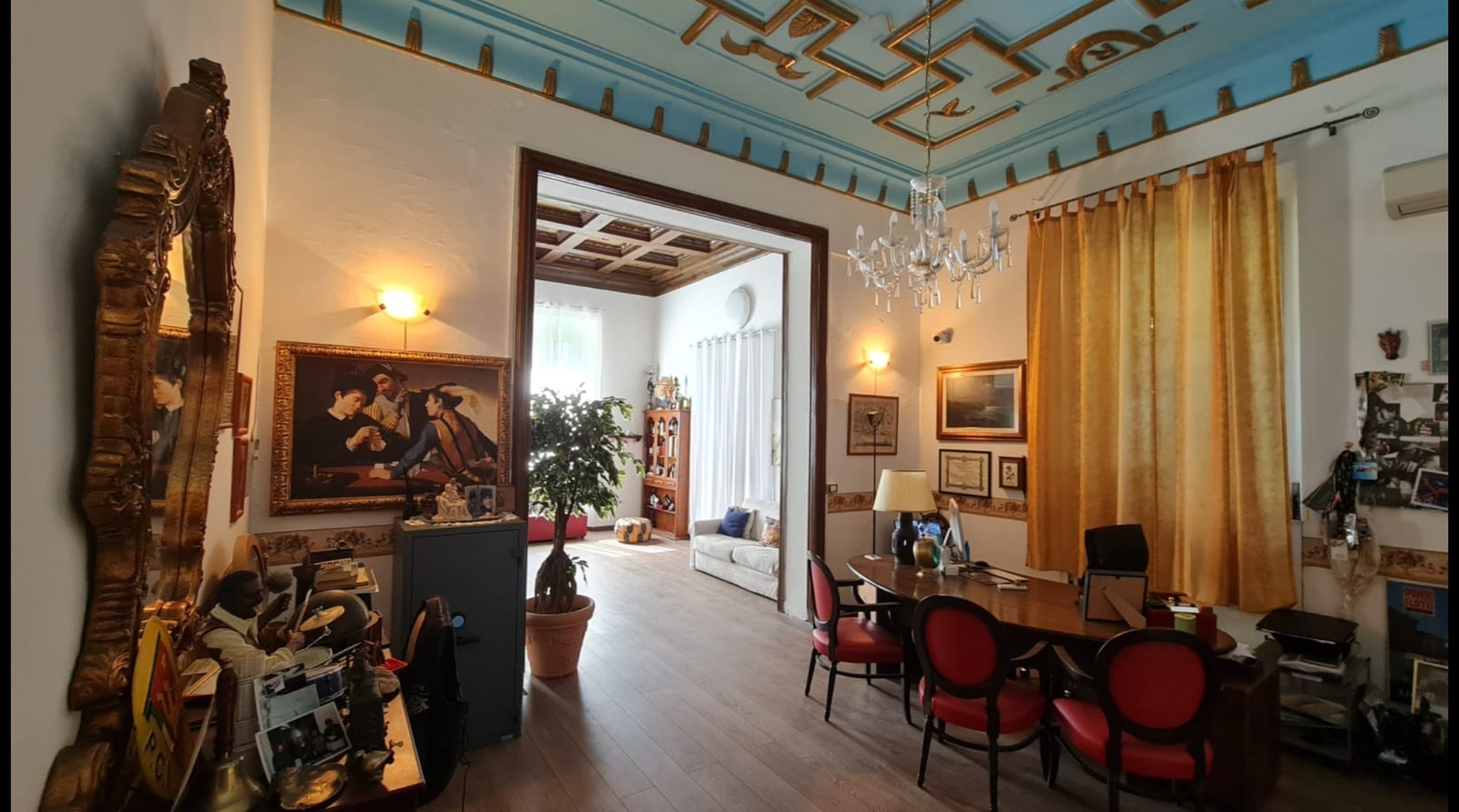
Interno della villa

La villa fu poi venduta alla società S.I.A.S., legata alla Democrazia Cristiana, che poi la cedette alla quasi omonima S.I.A.S., Società immobiliare delle ACLI. Giovanni Gronchi, futuro Presidente della Repubblica Italiana, era frequentatore negli anni cinquanta del Novecento della struttura in occasione di feste da ballo, mostre e incontri culturali curati dalla proprietà legata al partito della Democrazia Cristiana.
Nel 2024 la villa è stata rilevata da una società privata, già proprietaria del piano terra. La struttura è attualmente occupata da una serie di servizi fra cui, quello storico, delle ACLI provinciali di Livorno.

## Descrizione
La Sovraintendenza alle belle arti ha messo sotto tutela la villa per gli affreschi ancora presenti su soffitti e pareti. Altra caratteristica è la scala, interamente intarsiata in legno, che porta al primo piano dove insiste un grande salone con una terrazza sorretta da quattro colonne. Alcuni fregi, come le ancore in ottone sul portone di ingresso, ricordano le origini militari degli antichi possessori.